# Семейный парк и зоопарк Рейкьявика
Семейный парк и зоопарк Рейкьявика (исл. Fjölskyldu- og húsdýragarðurinn Reykjavíkur) — небольшой парк развлечений и зоопарк домашних животных в Рейкьявике (Исландия), расположенный в районе Лёйгардалюр. Площадь парка — 91660 м². Парк является одним из самых популярных мест детей в столичном регионе Исландии и единственным зоопарком на острове.

## История
Решение о строительстве зоопарка домашних животных (исл. Húsdýragarðurinn, дословно — «парк домашних животных») в Лёйгардалюр было принято городским советом Рейкьявика 22 апреля 1986 года. Целью его строительства было познакомить горожан с исландскими сельскохозяйственными и дикими животными, приблизить их к исландским методам ведения сельского хозяйства и укрепить связь между людьми и животными.
Строительство зоопарка началось в 1989 году, и всего за один год было построено шесть домов для животных, бетонный пруд для тюленей, ландшафтные участки для полярных лисиц, американских норок и северных оленей, а также сделаны огороженные территории для выпаса скота. Кроме того, Хаврафедль, старое жилое здание художника Эрлигюра Сигюрдссона, было преобразовано в музей и лекторий. Предполагалось, что в зоопарке будет около двадцати видов животных живущих в Исландии и хорошо известных людям. После завершения работ  19 мая 1990 года и заселения животных зоопарк открыл 19 августа мэром Рейкьявика Давидом Оддссоном.
После открытия зоопарка стало понятно, что он стал важным дополнением в культурной жизни жителей столичного региона и их детей. Городские власти оценили это и решили построить рядом с зоопарком территорию досуга и развлечений, которая получила название Семейный парк (исл. Fjölskyldugarðurinn, дословно — «парк семьи»). Тогдашний мэр Маркус Эдн Антонссон открыл строительство семейного парка 24 августа 1991 года, а спустя несколько месяцев после начала его строительства было принято решение объединить зоопарк и семейный парк и управлять этими двумя парками как единым целым. Спустя почти два года, 24 июня 1993 года, новая территория была официально открыта и Семейный парк и зоопарк Рейкьявика начал работу.

## Парк сегодня
Семейный парк и зоопарк Рейкьявика имеет площадь 91 660 м² и расположен на двух огороженных участках, которые разделенных между собой дорогой, а соединяются только в одном месте мостом под названием Бифрёст. В среднем парк посещает около 170 000 посетителей в год.
Семейный парк и зоопарк Рейкьявика включает в себя парк развлечений, зоопарк с морским бассейном для тюленей, научный лекторий, ресторан, сувенирный магазин и различные игровые площадки как в помещениях, так и на открытом воздухе. Парк участвует в образовательной и воспитательной работе среди школьников и предлагает в учебное время бесплатное посещение и лекции для учеников средних школ и детских садов Рейкьявика.
В летний период, когда бо́льшая часть сотрудников зоопарка уходит в отпуск, часть домашних животных отправляется в летнюю базу на расположенный в Кодла-фьорде остров Тедней. Животные из зоопарка пребывают на острове около месяца и едут туда двумя группами: первая половина отправляется на Терней в середине июля, а вторая — в середине августа.
План развития Лёйгардалюра предусматривает в ближайшие годы дальнейшее развитие Семейного парка и зоопарка и расширение его территории на запад на участок площадью 24 000 м². Новый участок также отделяется дорогой от существующей территории и планируется, что будет соединяться с ней мостом под названием Мимисбрун. Появление дополнительного участка даст возможность для улучшения существующей планировки и увеличения площади для выпаса животных. В последние годы были отремонтированы животноводческие помещения зоопарка и построено новое здание кассы совмещенное с сувенирным магазином.